# Лотреамон

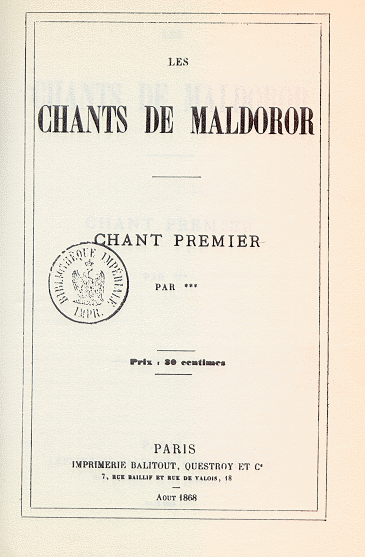
Первое издание «Песни Мальдорора» (1868).

Граф де Лотреамо́н (фр. comte de Lautréamont, псевдоним; настоящее имя — Изидор Дюкасс, фр. Isidore Ducasse; 4 апреля 1846, Монтевидео, Уругвай — 24 ноября 1870, Париж, Франция) — французский поэт рождённый в Уругвае. Его единственные работы, Les Chants de Maldoror и Poésies, имели значительное влияние на современное искусство и литературу, особенно на сюрреалистов и ситуационистов. Дюкасс умер в возрасте 24 лет.

## Биография

### Юность
Дюкасс родился в Монтевидео, Уругвай, в семье Франсуа Дюкасса, французского консульского работника и его жены, Жакетт-Селестин Давзак. О детстве Изидора известно немного: что он был крещен 16 ноября 1847 г. в соборе в Монтевидео, и что вскоре после этого его мать умерла (вероятно, во время эпидемии). В 1851 г., когда ему было пять лет, он пережил конец восьмилетней осады Монтевидео в ходе Лаплатской войны. Дюкасс владел тремя языками: французским, испанским и английским.
В октябре 1859 г. в возрасте тринадцати лет, отец Изидора отправил его учиться в школу во Франции. Дюкасс получил классическое французское образование в Императорском лицее в Тарбе. В 1863 он поступил в лицей, ныне носящий имя Луи Барту, в городе По, где изучал риторику и философию. Известно, что он преуспел в арифметике и рисовании, показав экстравагантность своего стиля и мышления.
Изидор любил читать Эдгара Аллана По, Шелли, Байрона, а также Адама Мицкевича, Мильтона, Роберта Саути, Альфреда де Мюссе, и Бодлера. В школе он был очарован сценой ослепления в трагедии «Царь Эдип» Софокла. Как утверждает его школьный товарищ Поль Леспес: «Своё лучшее отражение его буйная фантазия нашла в сочинении по французскому, позволившем Дюкассу с потрясающим изобилием деталей набросать самые ужасные картины смерти». После окончания института он решил стать писателем; жил в Тарбе, дружил с Жоржем Дазе — сыном своего опекуна.

### Годы в Париже
После непродолжительного пребывания с отцом в Монтевидео, Дюкасс поселился в Париже в конце 1867 года, где начал обучение в Политехническом училище, которое он бросил год спустя. Постоянная материальная помощь отца позволили Дюкассу полностью посвятить себя творчеству. Он жил в Латинском Квартале, отеле на улице Нотр-Дам-де-Виктуар, где он интенсивно работал над первой песней из «Песен Мальдорора». Вполне возможно, что он начал эту работу еще до переезда, в Монтевидео, а потом только продолжил её.
Дюкасс был частым гостем в местных библиотеках, где он читал романтическую литературу, научные труды и энциклопедии. Издатель Леон Женонсо описал его так: «Большой темный молодой человек, безбородый, подвижный, аккуратный и трудолюбивый» и добавил, что Дюкасс пишет «только ночью, сидя за пианино, дико декламирует, ударяя по клавишам, и чеканя под эти звуки новые тексты».
В конце 1868 года Дюкасс анонимно и за свой счет опубликовал первую песнь из «Песен Мальдорора» — брошюру из 32 страниц.
10 ноября 1868 года Изидор отправил письмо писателю Виктору Гюго с двумя экземплярами первой песни, и попросил рекомендации для дальнейшей публикации. Новая редакция первой песни появилась в конце января 1869 года в сборнике «Parfums De L’Аме» в Бордо. Дюкасс не указал ни своего имени, ни свой псевдоним : он подписал поэму тремя звездочками. Граф де Лотреамон появится позже, когда Дюкасс закончит Вторую Песню. Выбранное имя было именем персонажа «Latréaumont» из популярного французского готического романа Эжена Сю, который был надменным и богохульным антигероем, аналогичным в некотором смысле Изидоровскому Мальдорору.
Имя, вероятно, было перефразировано, как L’Autre Amon (другой Amon), хотя оно также может быть истолковано как «L’Autre Amont» (другая сторона реки).
Все шесть песен должны были быть опубликованы в конце 1869 года Альбертом Лакруа в Брюсселе, который в своё время опубликовал автора Эжена Сю. Когда книга была уже напечатана, Лакруа отказался распространить её по книжным магазинам, поскольку опасался преследования за богохульство и непристойное поведение. Дюкасс решил, что это было потому, что «жизнь в песнях окрашена в слишком суровые цвета» (письмо к банкиру Дарассе от 12 марта 1870 года).

### Смерть
Весной 1869 года Дюкасс часто менял свой адрес, переехав с улицы Фобур Монмартр, 32 на улицу Вивьен, 15, а затем обратно на улицу Фобур Монмартр, где он жил в гостинице в 7 номере. Ожидая распространения своей книги, Дюкасс работал над новым текстом, дополняющим его «феноменологическое описание зла», в котором он хотел описать добро. Две работы, по его замыслу, образуют единое целое, дихотомию добра и зла. Работа, однако, осталась незаконченной.
В апреле и июне 1870 года Дюкасс опубликовал две небольшие брошюры «Стихотворения I» и «Стихотворения II», которые должны были составить часть большего сборника «Песнопения добра». На этот раз он подписал книги настоящим именем, отбросив псевдоним. Дюкасс объявил, что его творчество делится на две части — философскую и поэтическую, и вопреки духу предыдущих сочинений, он провозглашает положительные ценности:

Я заменяю меланхолию отвагой, сомнение — уверенностью, отчаяние — надеждой, озлобленность — добротой, стенания — чувством долга, скептицизм — верой, софизмы — холодным спокойствием и гордыню — скромностью.

Дюкасс умер в возрасте 24 лет, 24 ноября 1870 года в 8:00 утра в своём отеле. В его свидетельстве о смерти не указано никакой дополнительной информации. Так как многие боялись эпидемий, а Париж был в осаде во время Франко-прусской войны, Дюкасса похоронили на следующий день после заупокойной службы в церкви Нотр-Дам-де-Лорет во временной могиле на кладбище Монмартр. В январе 1871 года его тело было перезахоронено где-то в другом месте.
В своих «Стихотворениях» Лотреамон заявил: «Я не оставлю воспоминаний». Подробности жизни автора «Песен Мальдорора» остаются по большей части неизвестными (хотя внешних деталей биографами собрано немало).

## Творчество
Основное сочинение, принесшее ему известность, — «Песни Мальдорора» (фр. Les Chants de Maldoror, 1869). Это причудливое и завораживающее произведение, эпатирующее читателя «безумствами» и «богохульством»; стихи чередуются с ритмизованной прозой, изображающей ирреальный мир, населённый демоническими персонажами; для монологов лирического героя характерен нигилизм и чёрный юмор. При жизни автор так и не смог опубликовать произведение.

## Наследие и признание
Рукопись «Песен» была найдена спустя несколько лет после смерти автора в ящике стола у редактора издательства, отказавшегося её печатать. Тем не менее, будучи опубликованными, «Песни» сразу завоевали целую армию почитателей и оказали огромное влияние на французских символистов. Отмечается сходство его творческой манеры с манерой Артюра Рембо.
В России начала XX века Лотреамон был не настолько популярен, как ведущие французские символисты, однако первые переводы его появляются именно в это время. Полный русский перевод «Песен Мальдорора» (Н. Мавлевич) появился только в 1990-е годы.

## Переводчики на русский язык
- Козовой, Вадим Маркович
- Мавлевич, Наталия Самойловна
- Стрижевская, Наталья Иосифовна

## Издания на русском языке
- Лотреамон Песни Мальдорора фрагмент Пер .Н Стрижевской / Европейская поэзия XIX века Библиотека Всемирной Литературы -- М. Художественная литература 1977
- Лотреамон Песни Мальдорора Из песни I,II, IV, V Пер. В.Козового / Алоизиюс Бертран Гаспар из тьмы Приложения  Литературные памятники М Наука 1981
- Лотреамон Песни Мальдорора Из песни I,II,IV Пер.Н.Стрижевской / Поэзия Франции Век XIX -- М. художественная литература 1985.
- Поэзия французского символизма. Лотреамон. Песни Мальдорора / Составление, общая редакция и вступительная статья Г. К. Косикова, М., Изд-во МГУ, 1993, Перевод Н. Мавлевич, ISBN 5-211-01758-7
- Лотреамон. Песни Мальдорора. Стихотворения. Лотреамон после Лотреамона / Составление, общая редакция и вступительная статья Г. К. Косикова, М., Ad Marginem, 1998, Перевод Н. Мавлевич, ISBN 5-88059-034-8
- Лотреамон Из Песен Мальдорора  Пер. Н. Стрижевской /VERSии Французская поэзия в переводах Натальи Стрижевской М Дом-музей Марины Цветаевой 2008 ISBN 978-5-93015-103-9
- Лотреамон, Песни Мальдорора, М., Клуб провокаторов, 2012, Перевод Н. Мавлевич, ISBN 978-5-9903349-1-5
- Лотреамон, Песни Мальдорора, М., АСТ: (Книга non grata), 2015, Н. Мавлевич, ISBN 978-5-17-087265-7

### Тексты графа де Лотреамона
- «Песни Мальдорора» (Переводы Н. Мавлевич, В. Козового и Н. Стрижевской)
- «Стихотворения» (Перевод М. Голованивской)

### Рецепция и литературная критика
- Евгений Головин. Граф Лотреамон — крылатые спруты сознания.
- Г. К. Косиков. Два пути французского постромантизма: символисты и Лотреамон (1993).
- Г. К. Косиков. «Адская машина» Лотреамона (1998).
- Анатолий Рясов. Слово Лотреамона: между пафосом и сарказмом.